# ヨロイハブ
ヨロイハブ（鎧波布、学名：Tropidolaemus wagleri）は、クサリヘビ科ヨロイハブ属に分類されるヘビ。

## 分布
インドネシア（スマトラ島、スラウェシ島、ボルネオ島）、タイ南部、フィリピン、マレーシア

## 形態
全長50-130cm。体色は地域による変異が大きい。尾は物に巻きつける事ができる。頭部は大型。

### 毒
毒性は出血毒。毒性は低く致命的ではないが、噛まれると激しい痛みを伴う。

## 生態
森林に生息する。樹上棲。
食性は動物食で、小型哺乳類、鳥類等を食べる。
繁殖形態は卵胎生。1回に15-40頭の幼蛇を産む。

## 人間との関係
ペナン島にある蛇寺は本種の彫刻が多く飾られ、飼育もされている。
性質は臆病なため人を襲うことはまれで毒性も低いものの、扱いには注意が必要。